# Венгеровка
Венгеровка — село в Ракитянском районе Белгородской области. Административный центр Венгеровского сельского поселения.

## География
Село Венгеровка находится в северо-западной части Белгородской области, на левом берегу реки Пены, у места впадения в неё реки Ракиты.

## История

### Происхождение названия
Сохранившиеся в архивах старинные документы позволяют утверждать, что Венгеровка начала своё существование в качестве слободы не позднее 1727 года. В этих же документах упоминается «бывший в городе Карпове (об этом городе и сегодня напоминают его слободы — ныне села Драгунское, Казацкое, Пушкарное и Стрелецкое в Яковлевском районе — Белгородской области) воеводою Андрей Федотов сын Венгеров».
В различных источниках можно встретить упоминание слободы как вотчины то князя Трубецкого, то Юсуповых. Во второй половине XIX века («в эпоху освобождения крестьян») слобода принадлежала дворянскому роду Мансуровых, ведущих начало от татарина Бориса Мансурова, выехавшего из Орды к Ивану Калите в первой трети XIV века.
В документах упоминается и второе название селенья — Богатинское.

### Исторический очерк
Слобода была построена «в лугах» по распоряжению князя Юрия Трубецкого (1668—1739) — первого белгородского губернатора.
Первое упоминание о селе Венгеровка встречается в жалобе меловского однодворца выборного Григория Васильевича Данилова, который 27 февраля 1767 года направил в столицу челобитную, описав «общественные нужды и недостатки», и сообщил, что еще более сорока лет тому назад черкасы слободы Венгеровки захватили пойму реки Пены. Следовательно, уже не позднее 1727 года село существовало.
С июля 1928 года село Венгеровка — центр и единственный населённый пункт Венгеровского сельсовета в Ракитянском районе.
В 1998 году Венгеровка становится центром Венгеровского сельского округа, администрации, земского собрания.

## Экономика
В начале 1990-х годов Венгеровка — центр колхоза им Н. К. Крупской (в 1992 году — 556 колхозников), занятого растениеводством и животноводством.

## Население
X ревизия 1857 года переписала в слободе Венгеровке «629 ревизских душ, получивших надел».
Перепись 1882 года сообщает: слобода Венгеровка — это 237 домохозяйств, 1397 жителей, 10 грамотных (все мужчины) и один учащийся мальчик.
К 1890 году в слободе Венгеровке Пенской волости Обоянского уезда — 1534 жителя.
На 1 января 1932 года в Венгеровке — 1751 жителей.
В 1979 году в селе Венгеровке было 754 жителя, через десять лет — 931 (316 мужчин и 415 женщин).
На январь 1995 года в селе Венгеровке проживало 793 человека.
| 2002 | 2010 |
| ---- | ---- |
| 847  | ↘829 |